# Павловское городское поселение (Ульяновская область)
Па́вловское городско́е поселе́ние — муниципальное образование в составе Павловского района Ульяновской области. Административный центр — рабочий посёлок Павловка.

## Население
| 2010  | 2012  | 2013  | 2014  | 2015  | 2016  | 2017  |
| ----- | ----- | ----- | ----- | ----- | ----- | ----- |
| 7519  | ↘7360 | ↘7203 | ↘7081 | ↘6985 | ↘6936 | ↘6873 |
| 2018  | 2019  | 2020  | 2021  |       |       |       |
| ↘6796 | ↘6726 | ↘6563 | ↘6428 |       |       |       |

## Состав сельского поселения
В состав поселения входят 5 населённых пунктов: 1 рабочий посёлок и 4 села.
| № | Населённый пункт | Тип населённого пункта                  | Население |
| - | ---------------- | --------------------------------------- | --------- |
| 1 | Евлейка          | село                                    | 487       |
| 2 | Илюшкино         | село                                    | 449       |
| 3 | Кадышевка        | село                                    | 292       |
| 4 | Павловка         | рабочий посёлок, административный центр | ↘4951     |
| 5 | Шалкино          | село                                    | 665       |